# Spengen
Spengen is een buurtschap en voormalig gerecht, behorende tot de gemeente Stichtse Vecht in de provincie Utrecht. Het ligt in het westen van de gemeente en telde in 2007 170 inwoners. Ten oosten van de buurtschap staat de Spengense Molen, een poldermolen uit 1841.

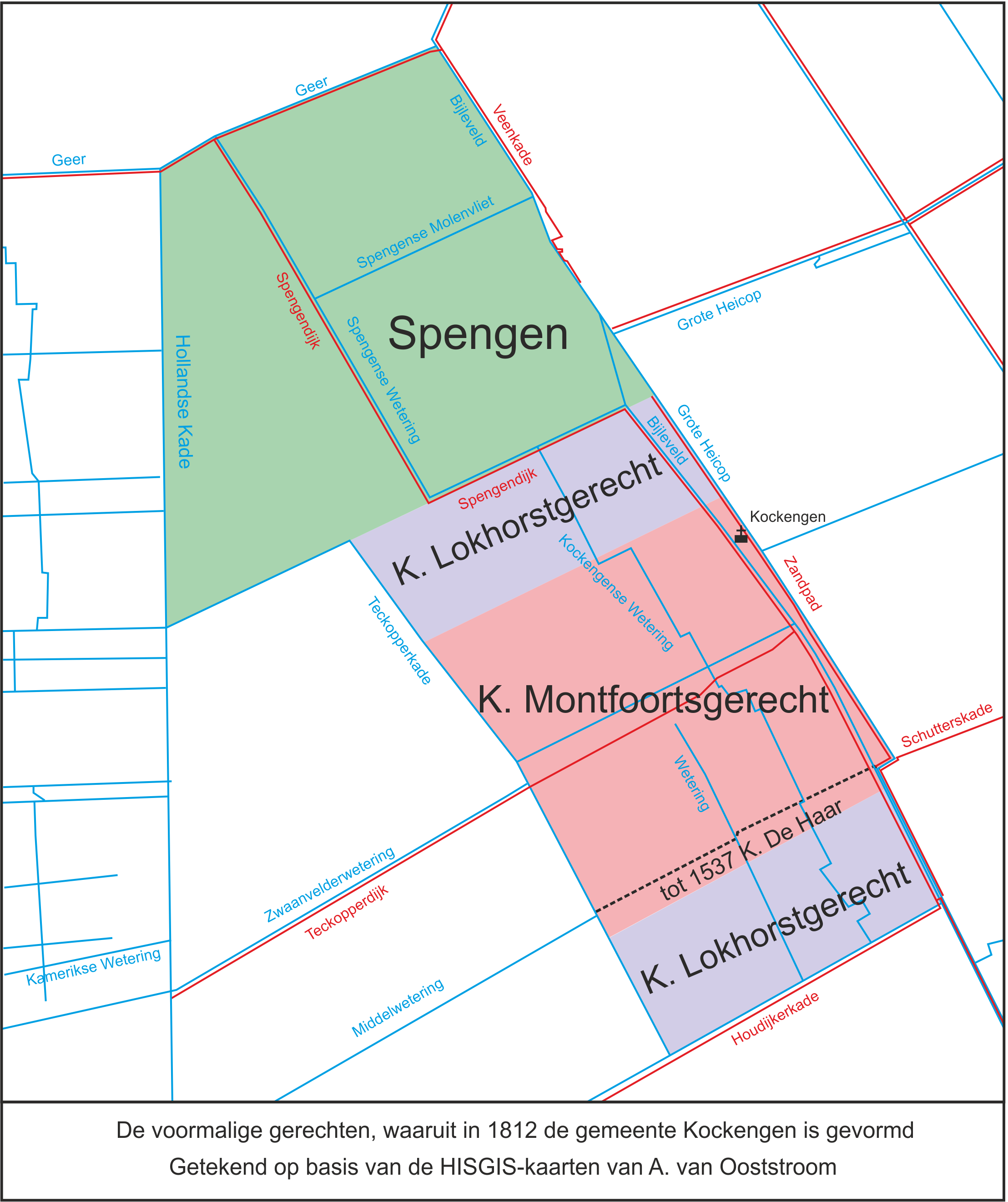

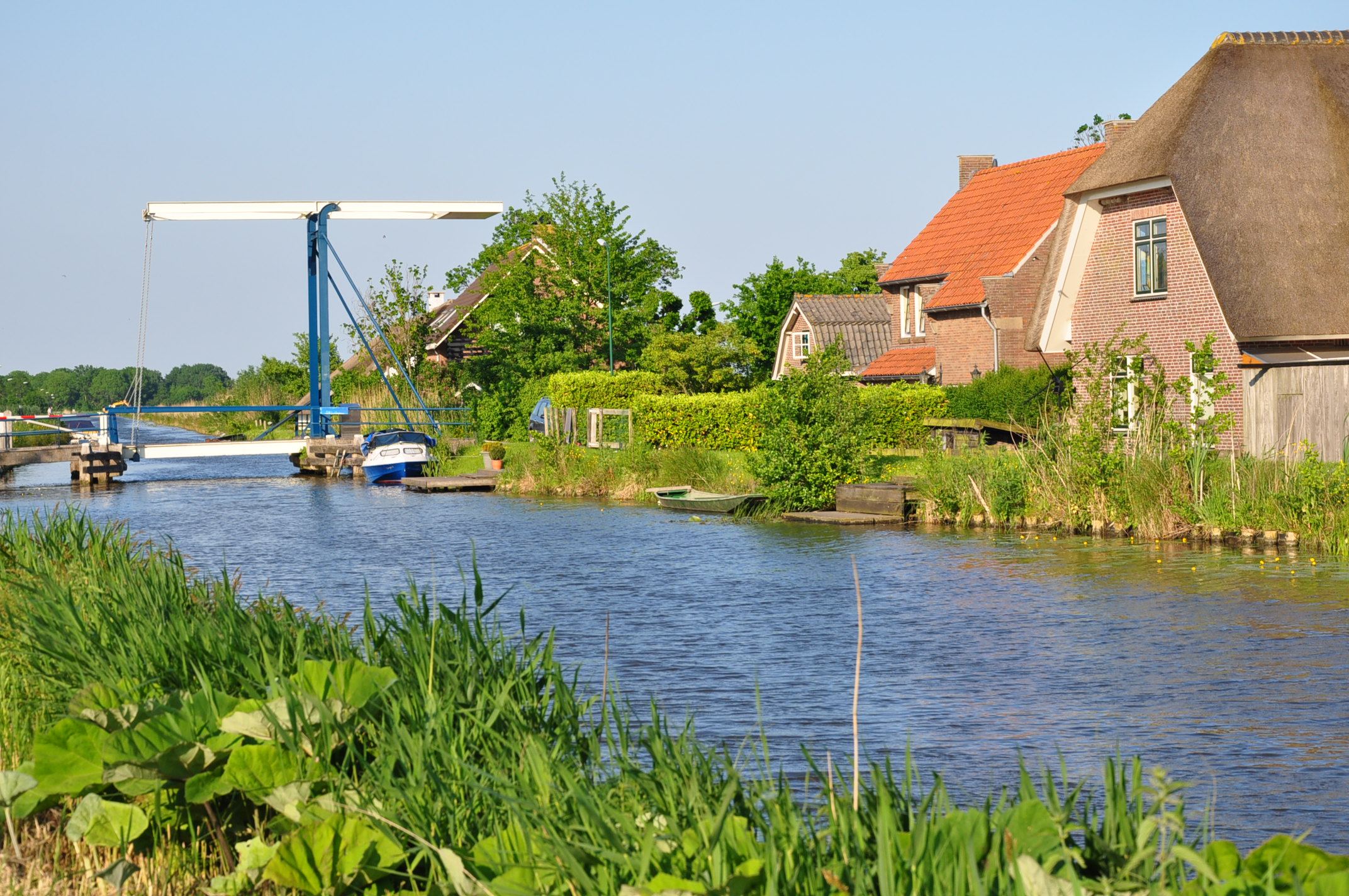
Boerderijen langs de Geer in de buurtschap Spengen, gezien vanaf de Geerkade in de buurtschap Geer.

Het gerecht Spengen had een nauwe band met Kockengen-Montfoort omdat het bezittingen waren van dezelfde heer. In 1715 verwierf de heer van Kockengen-Montfoort ook Kockengen-Lockhorst, zodat de basis van de latere gemeente Kockengen was gelegd.
In 1795 werden er zeven gerechten, waaronder Spengen samengevoegd tot één gerecht Kockengen. In 1798 ontstond er een nieuwe combinatie, nu uit vier gerechten. Omdat deze combinaties niet goed functioneerden werd in 1801 de oude toestand hersteld en werd Spengen dus weer zelfstandig. Op 1 januari 1812 ging Spengen samen met Kockengen-Lockhorst en Kockengen-Montfoort op in de nieuwe gemeente Kockengen.